# Мезокарп
Мезокарп (гр. „средина“ + „плод“) или саркокарп (гр. „месо“ + „плод“), је ботанички појам за средишњи омотач перикарпа (односно плода). Налази се између егзо- и ендо-карпа. Код јестивих плодова, то је обично управо онај део који се једе. Код плодова као што су поморанџа и лимун, мезокарп се такође назива и албедо или срж плода, због меких влакана које садржи. Термин мезокарп се користи и да означи сочно ткиво сукулентних биљака. 